# Mary Zimmerman
Mary Zimmerman (Lincoln, 23 agosto 1960) è una regista teatrale, drammaturga e librettista statunitense.

## Biografia
Ha studiato alla Northwestern University, dove ha ottenuto la laurea triennale, magistrale e il dottorato. Per la sua attività teatrale ha ricevuto anche la MacArthur Fellows Program nel 1998. È nota soprattutto per i suoi adattamenti teatrali di lunghe opere epiche o narrative, da lei scritti e diretti per le scene. Tra essi Il viaggio in Occidente, Odissea, Le mille e una notte e Seta. La sua opera più nota è l'omonimo adattamento teatrale delle Metamorfosi di Ovidio a Broadway, per cui ha vinto il Tony Award alla miglior regia nel 2002.
Nel 2002 ha scritto anche il libretto per Galileo Galilei, l'opera con partitura di Philip Glass, portata al debutto per la regia di Zimmerman al Goodman Theatre di Chicago. Nella stagione 2007/2008 ha diretto un nuovo allestimento di Lucia di Lammermoor alla Metropolitan Opera House, per cui ha firmato anche allestimenti de La sonnambula nel 2009, Armida nel 2010, Rusalka nel 2017 ed Eurydice nel 2021.